# Evan Williams
Evan Williams — популярная марка Бурбона. Выпускается в винокурнях города Бардстоуна, США, с 1783 года. Напиток выдерживается не менее 4 лет и продается по сравнительно скромной цене.

## Продукция Evan Williams
- Evan Williams Green Label, крепость 40%[1]
- Evan Williams White Label, крепость 50%[1]
- Evan Williams Black Label, крепость 43%[1]
- Evan Williams Single Barrel Vintage, крепость 43,3%[1]
- Evan Williams 1783, крепость 43%[1]

## Награды
16 февраля 2011 года Evan Williams Black Label названо Виски года в 17-й ежегодной премии Виски Malt Advocate.